# Иллуз, Ева
Ева Иллуз (ивр. אווה אילוז‎; род. 30 апреля 1961, Фес) — израильский социолог. Доктор философии (1991), профессор Еврейского университета в Иерусалиме (с 2006), директор по исследованиям в Школе перспективных исследований в области социальных наук (EHESS) в Париже. Лауреат премии Аннелизы Майер (2013). Специализируется на социологии эмоций, потребительстве и медиакультуре.
Входит в число 10 самых влиятельных женщин-социологов в мире.
В 2009 ведущая германская газета Die Zeit назвала её в числе 12 современных мыслителей, способных повлиять на мысль завтрашнего дня. Как представляют ее: "Один из самых известных социологов современности и, возможно, самый выдающийся социолог эмоций всех времен". Автор бестселлеров «Почему любовь причиняет боль» и «Спасение современной души».

## Биография
Родилась в Марокко. Десятилетней приехала в Париж. Изучала социологию, коммуникативную науку и литературу во Франции, а затем в Израиле и Соединенных Штатах.
Окончила Университет Западный Париж — Нантер-ля-Дефанс и Еврейский университет в Иерусалиме. Диссертацию по коммуникации и культурологии защитила в Пенсильванском университете (1991).
В 2004 прочитала курс лекций в честь Теодора Адорно в Институте социальных исследований во Франкфурте. Получила премию «Выдающийся исследователь» от Еврейского университета (2009) и премию за лучшую книгу (раздел «Культура») от Американской социологической ассоциации (в 2005, за кн. «Опра Уинфри и гламур страдания»). В 2012 году французским журналом Le Point обозначена как ведущая французская женщина-интеллектуал.
Являлась приглашенным профессором в Северо-Западном университете, Принстонском университете, Высшей школе социальных наук, Wissenschaftskolleg в Берлине.
Ведущая исследовательская тема Иллуз — история эмоциональной жизни, социология чувств и их изменений в ходе процессов модернизации и глобализации, технологических сдвигов, коммуникационных трансформаций.
Пишет для Le Monde, Le Nouvel Observateur, Der Spiegel, Die Zeit и Ha'aretz на различные темы, такие как литература, политика и социальные вопросы. 

### Признание
В 2022 году журнал Academic Influence включил ее в список влиятельных женщин в социологии за последние 10 лет (№ 8). В 2024 году удостоена как премии Аби Варбурга, так и премии Франка Ширрмахера.
- Frank Schirrmacher Prize (2024)[14]
- Aby Warburg Prize[англ.] (2024)

## Работы
Написала 12 книг. Переводилась на 25 языков. 
- Потребляя романтическую утопию: любовь и культурные противоречия капитализма / Consuming the Romantic Utopia: Love and the Cultural Contradictions of Capitalism (Berkeley: University of California Press, 1997)
- Культура капитализма. Israel University Broadcast, 2002 (на иврите)
- Опра Уинфри и блеск нищеты: очерк популярной культуры / Oprah Winfrey and the Glamour of Misery: An Essay on Popular Culture. Columbia UP, 2003 (премия Американской социологической ассоциации за лучшую книгу)
- Охлажденная интимность: эмоциональный капитализм в действии / Cold Intimacies: The Making of Emotional Capitalism. London: Polity Press, 2007
- Спасая современную душу: терапия, эмоции и культура самопомощи / Saving the Modern Soul: Therapy, Emotions, and the Culture of Self-Help. University of California Press, 2008
- Почему любовь ранит? Социологическое объяснение / Warum Liebe weh tut. Berlin: Suhrkamp, 2011 (англ. пер.: Why Love Hurts: A Sociological Explanation, 2012)
- 2015. Israel — Soziologische Essays, German, suhrkamp. — сборник социологических эссе «Израиль», в котором автор критически рассматривает текущую ситуацию в Израиле[6]
- Happycracy: How the Industry of Happiness controls our lives (Polity Press, 2018)
- The End of Love: A Sociology of Negative Relations (Oxford University Press, 2019)

Книги на русском языке
- Иллуз Е. Почему любовь уходит? Социология негативных отношений / Перевод с нем. С.В. Сидоровой. — Москва ; Берлин: Директмедиа Паблишинг, 2022. — 352 с. — ISBN 978-5-4499-2750-7.
- Иллуз Е. Почему любовь ранит? Социологическое объяснение / Перевод С.В. Сидоровой. — Москва ; Берлин: Директмедиа Паблишинг, 2022. — 401 с. — ISBN 978-5-4499-0435-5.